# Celama synethes
Celama synethes är en fjärilsart som beskrevs av Fletcher 1958. Celama synethes ingår i släktet Celama och familjen trågspinnare. Inga underarter finns listade i Catalogue of Life.